# Marie Horská-Kallmünzerová
Marie Horská, rozená Kallmünzerová, provdaná Dostalová (8. června 1847 Kutná Hora – 31. srpna 1917 Smíchov), byla česká divadelní umělkyně.

## Život

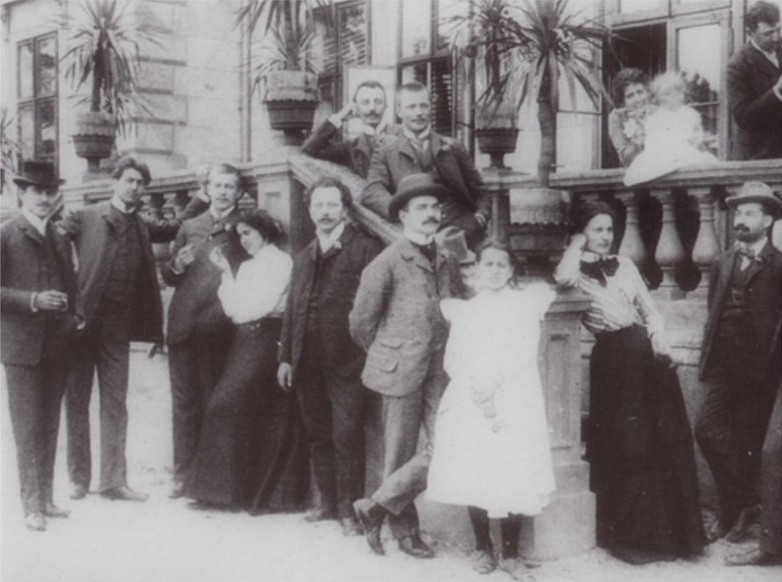
Početná rodina Dostálova (Leopolda vpravo si podpírá hlavu) s přáteli před rodinou vilou nazývanou „Dostálka“.

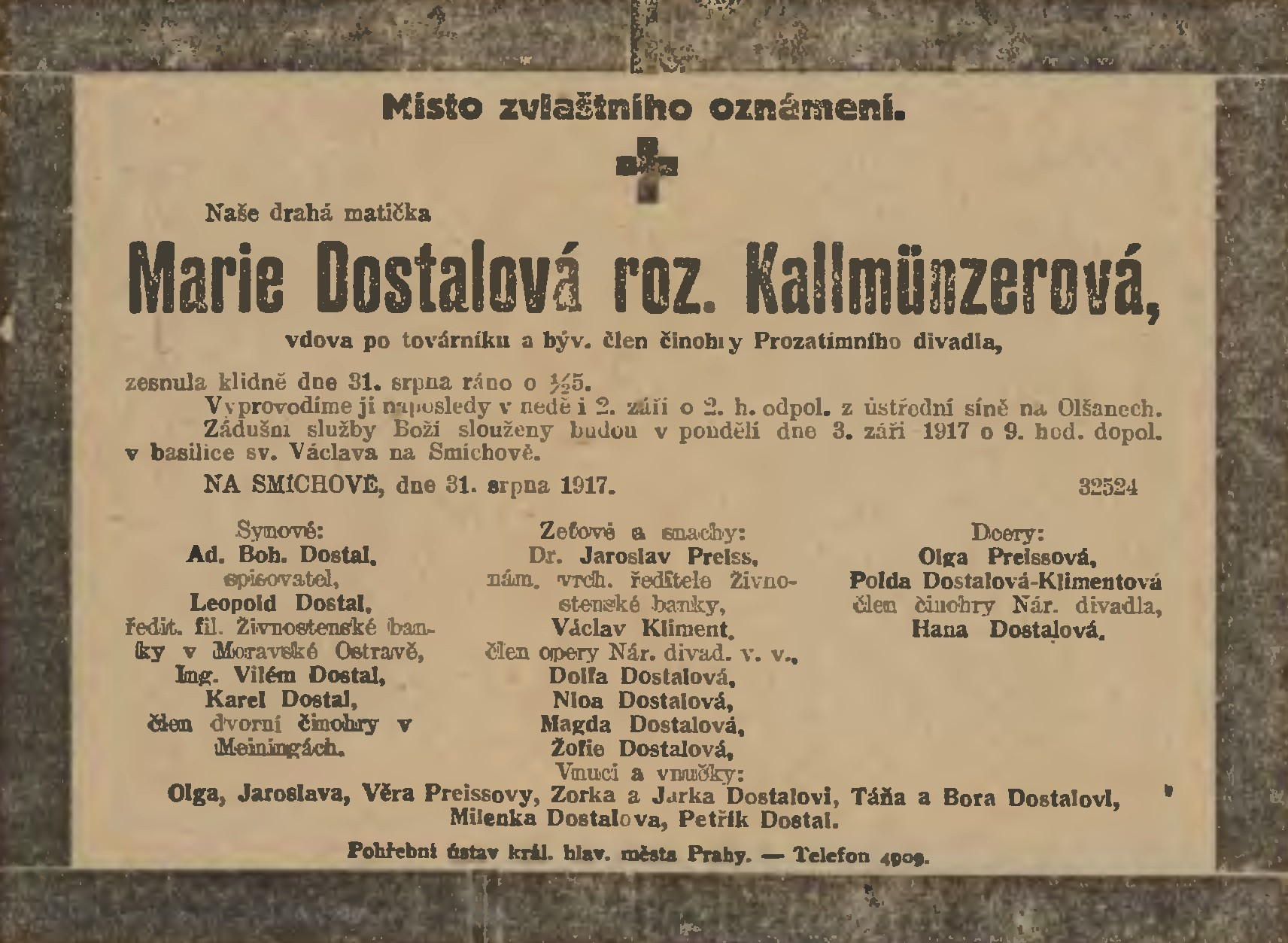
Úmrtní oznámení, která vyšlo v Národních listech dne 1.9.1917

Marie Kallmünzerová se narodila v Kutné Hoře. Její otec Adolf Kallmünzer zde působil u c.k. krajského soudu. Dětství prožila v Kutné Hoře, Plzni a v Mělníku, kde začátkem šedesátých let 19. stol. začala vystupovat na jevišti Spolku divadelních ochotníků. Díky svému nespornému talentu, který záhy prokázala se rozhodla věnovat se divadlu profesionálně. Stala se žačkou herečky O. Sklenářové-Malé, která ji později doporučila k hostování v pražském Prozatímním divadle. V letech 1868–1873 byla členkou Prozatímního divadla. Poprvé vystoupila na této scéně roku 1868 v Bozděchově hře Baron Goertz. Tehdy bydlela v podnájmu u rodiny Bedřicha Smetany. Hrála tragické i veseloherní role dívek a mladých žen v klasických i současných hrách. Vystupovala pod pseudonymem Marie Horská a jejího "vpravdě poetického půvabu" si povšiml i Jan Neruda. V roce 1873 se provdala za továrníka Leopolda Dostala a ukončila svou profesionální hereckou činnost. Poté žila s rodinou v Poděbradech, kde se příležitostně účastnila různých ochotnických akci, zejména scénického čtení a recitace. Po ovdovění se přestěhovala k synovi Adolfu Bohuslavovi na pražský Smíchov, kde v roce 1917 umírá. Pohřbena je na Olšanských hřbitovech.

## Vrcholné role její herecké dráhy
- Luise v Schillerově hře Úklady a láska
- Estrelle ve hře Calderona de la Barci Život pouhý sen
- Markéta v Goethově hře Faust
- Hermie v Shakespearově hře Sen noci svatojánské

a mnoho dalších